# 叉蚁蛛
叉蚁蛛（学名：Myrmarachne kuwagata）为跳蛛科蚁蛛属的动物。分布于日本、朝鲜以及中国大陆的湖南、广西等地。该物种的模式产地在日本。

## 亚种
- 纳蚁蛛（学名：Myrmarachne laeta praelonga），塔瑪蘭·索雷爾于1890年命名。在中国大陆，分布于汕头等地。[2]